# Carl Samuel Hermann

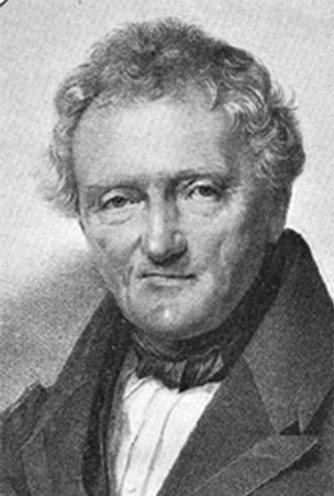
Carl Samuel Hermann

Carl Samuel Leberecht Hermann (* 20. Januar 1765 in Königerode, Harz; † 1. September 1846 in Schönebeck an der Elbe) war ein deutscher Apotheker und Chemiefabrikant.

## Leben und Werk
Hermann übernahm nach seiner pharmazeutischen Ausbildung in Halberstadt 1792 die Apotheke in Groß Salze bei Magdeburg. Bei Untersuchungen der Abfälle der königlichen Saline zu Schönebeck erkannte er, dass diese Abfälle als Ausgangsmaterial für chemische Produkte dienen können. Ab 1794 gewann Hermann aus diesen Abfällen mit seiner Firma Hermania Kalium- und Magnesiumsalze sowie Salzsäure. Er führte als erster in Deutschland das Leblanc-Verfahren zur Herstellung von Soda ein.
Hermann entdeckte 1817 unabhängig und fast gleichzeitig mit dem deutschen Chemiker Friedrich Stromeyer (1776–1835) das Element Cadmium (Cd). Diese Entdeckung machte er jedoch im Gegensatz zu Stromeyer nicht im Zinkcarbonat, sondern bei der Analyse von Zinkoxid.

## Hauptwerke
- Über das schlesische Zinkoxyd, und über ein darin gefundenes sehr wahrscheinlich noch unbekanntes Metall, in: Gilberts Annalen der Physik 59, 1818, S. 95f.; 66, 1820, S. 285–289.

## Verschiedenes
Der 2004 aus den beiden ehemaligen Schönebecker Gymnasien "Dr.-Tolberg" und "Im Malzmühlenfeld" entstandene neue Schulkomplex, wurde Hermann zu Ehren auf den Namen "Dr.-Carl-Hermann-Gymnasium" getauft. 